# Sinan Turan
Sinan Turan (* 1. Juli 1985 in Maçka) ist ein türkischer Fußballspieler.

## Karriere

### Verein
Turan begann mit dem Vereinsfußball 1999 in der Jugend vom Istanbuler Verein Kartalspor. Zwei Jahre später wechselte er mit einem Profivertrag ausgestattet zum Erstligisten Galatasaray Istanbul. Hier spielte er viereinhalb Jahre lang ausschließlich für die Jugend- bzw. Reservemannschaft. Im Frühjahr 2005 wechselte er zum Zweitligisten Elazığspor. Hier spielte er nur bis zum Saisonende und heuerte anschließend beim Erstligisten Diyarbakırspor an. Nachdem er das erste Jahr für diesen Verein ausschließlich auf der Ersatzbank saß, kam er in der zweiten Spielzeit zu sechs Ligaeinsätzen. Erst nachdem der Verein zum Sommer 2006 in die TFF 1. Lig abgestiegen war, gelang ihm der Sprung in die Stammformationen.
Nachdem er bis zum Sommer 2008 für Diyarbakırspor tätig gewesen war, verließ er diesen Klub. Zum Sommer 2010 heuerte er beim Zweitligisten Orduspor an. Obwohl er hier über die Rolle des Reservisten nicht hinauskam, wurde er mit seinem Klub Playoffsieger der TFF 1. Lig und stieg in die Süper Lig auf. Für die Saison 2011/12 wurde er dann den Drittligisten Konya Şekerspor ausgeliehen.
Nachdem er die Hinrunde der Saison 2012/13 vereinslos geblieben war, heuerte er für die Rückrunde bei Kahramanmaraşspor. Mit diesem Verein beendete er die Saison als Meister der TFF 2. Lig und stieg in die TFF 1. Lig auf.

### Nationalmannschaft
Turan spielte in den Jahren 2003 bis 2005 für die türkische U19- und die U-20-Nationalmannschaft. 2004 gelang ihm mit der türkischen U-19 der Finaleinzug bei der U-19-Fußball-Europameisterschaft 2004. Hier scheiterte man nach einer 0:1-Niederlage gegen die spanische U-19 und wurde Vize-Europameister.

## Erfolge
mit Kahramanmaraşspor
- Meister der TFF 2. Lig: 2012/13 und Aufstieg in die TFF 1. Lig

mit der türkischen U-19-Nationalmannschaft
- Vize-U-19-Europameister: 2004